# Mácsai István
Mácsai István (Budapest, 1922. április 5. – Budapest, 2005. szeptember 16.) Munkácsy Mihály-díjas magyar festő, Mácsai János zenetörténész és Mácsai Pál színművész édesapja. Kezdetben az életképek, a portrék, a csendéletek, szimbolikus alkotások, később az ember épített környezete, lakóhelye, Budapest jelentette számára festészetének fő tárgyát. A szürnaturalista, fotórealista, hiperrealista festészet és az objektív kiemelés mögött emocionális indíttatás jellemzi művészetét.

## Életpályája
Apai nagyapja, Lusztig Adolf az Arad megyei Mácsán született, innen a család neve. A falu Trianon után Romániához került, a nagyapa Budapestre költözött a lányához. Mácsai István, az unoka is Budapesten született, a Zichy utcában. Édesanyja szigorú asszony volt. A hároméves gyermek rosszalkodott, erre ceruzát, papírt adott a kezébe és ráparancsolt: „Rajzolj!” s bizony hamar fény derült rajztehetségére. 1940-ben érettségizett, azonban a numerus clausus miatt nem járhatott egyetemre. A Révai Nyomdánál lett ipari tanuló, majd a háborút követően az Athenaeumnál kapott szakmunkás bizonyítványt. 1943 októberében behívták munkaszolgálatra, ahonnan 1944 novemberében megszökött és a háború végéig Budapesten bujkált. 1945-ben bekerült a budapesti Képzőművészeti Főiskolára, ahol Bernáth Aurél volt a mestere. 1947 januárjában házasságot kötött Gáspár Katalinnal.
1949-ben végezte el a főiskolát, posztnagybányai stílusban kezdett festeni, így festette a szocreál témákat is, majd az 1960-as évek elejétől dolgozta ki sajátos, a hiperrealizmussal, majd a fotórealizmussal rokonítható szimbolikus és szürrealisztikus elemekkel telített látványelvű stílusát.
Portréit, csendéleteit, aktképeit aprólékos rajzossággal, visszafogott kolorittal, a quattrocento mestereit megidéző klasszikus arányossággal, kiegyensúlyozottsággal formálja meg. Műveinek kezdettől fogva kedves témája Budapest városrészeinek megfestése, belvárosi utcaképek, bérházak, hátsóudvarok, képek hidakról, a közlekedésről, a városrészek napszakairól. Budapesti ihletésű munkáival hazai és nemzetközi elismerést szerzett. Életművének fontos része nagyszámú karakteres portréja.

## Ismertebb műveiről
- Pesti gang (1965) c. képe visszafogott színekkel naturalisztikusan festett. Egy körfolyosós ház lépcsőajtaját ábrázolja, a gang rácsa mögött szomorúan ülő kutyával.
- Látomás (1978) c. alkotásán a kiskunfélegyházi utcán, a földszintes házak között a pocsolyában áll Marguerita Teresia infánsnő, mögötte egy nyíló udvarkapuban festője, Velázquez.
- Téli vadászat (1988) c. műve Brueghel vadászait ábrázolja a kutyákkal a budapesti Szent István körút havas járdáin.
- Üröm (1991) címűn, a 10-es országút bal oldalán a korlát mögött néhány KRESZ- és reklámtábla között jól látszik az erdő, jobboldalt viszont a táblák sokasága mindent eltakar.[5]

## Emlékezete

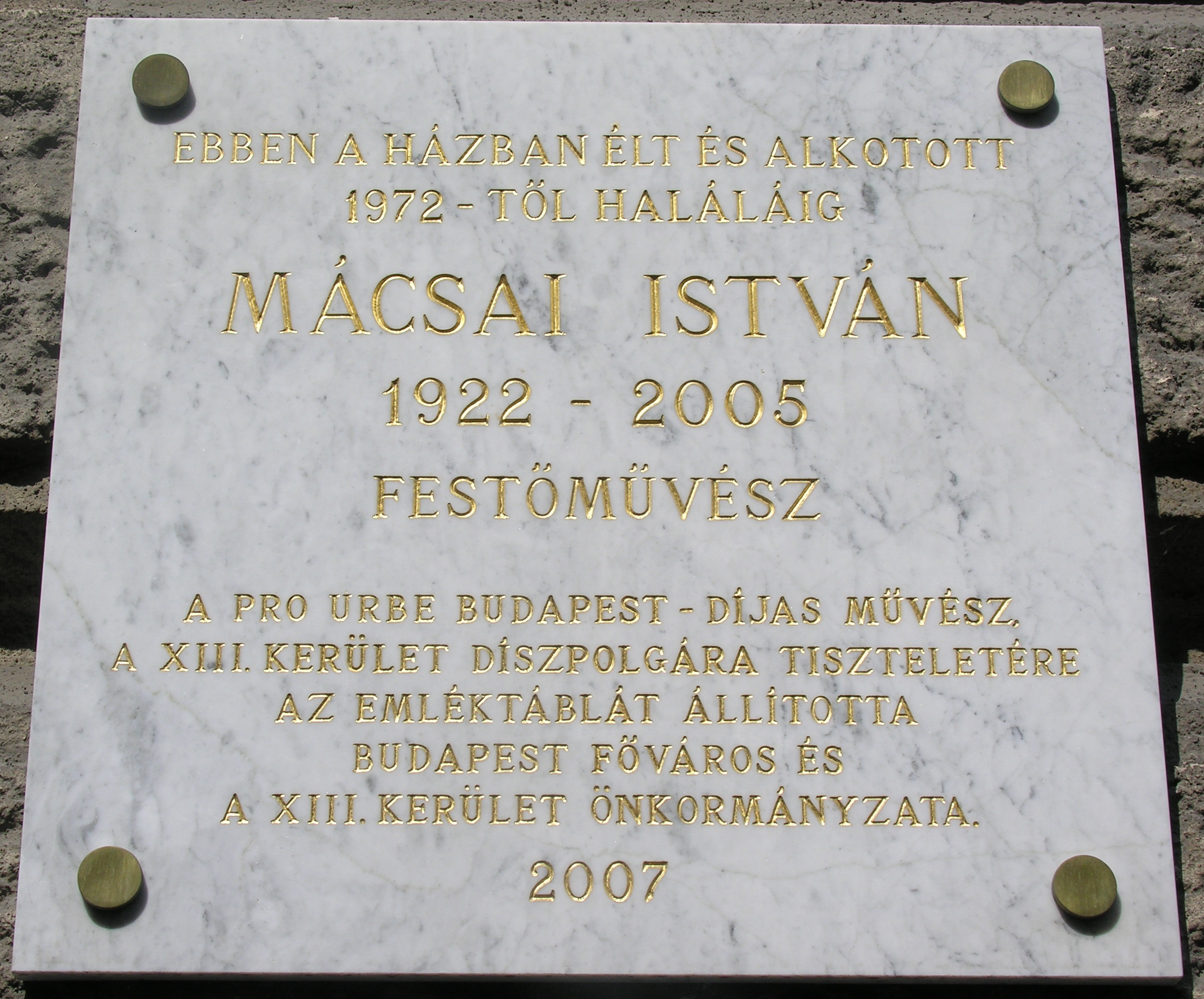
Mácsai István emléktáblája egykori lakhelyén, a Pannónia utca 36. szám alatt

Budapest XIII. kerületében, a József Attila tér 4. sz. alatt , az Angyalföldi József Attila Művelődési Központban 2007. október 18-án, a magyar festészet napján megnyitották a Mácsai István Galériát, természetesen az ő gazdag életművéből rendeztek be egy kiállítótermet. Pannónia utcai műteremlakásának falára emléktáblát helyeztek el.

## Művei (válogatás)
- Aratósztrájk (megsemmisült)
- A szuhakállói bányászok megmentése (Magyar Nemzeti Galéria)
- Kalocsai pingáló asszonyok (MNG)
- Balettlecke (MNG)
- Az Erzsébet híd építése (MNG)
- Dolgozók az operaházban (MNG)
- Remíz (Olaj, karton; 50 x 70; magántulajdonban)
- Duna-parti Vénusz (1964; magántulajdonban)
- Pesti gang (1965)
- Látomás (1978)
- Zsuzsa (1987) (olaj, farost, 111×80 cm)
- Téli vadászat (1988)
- Üröm (1991)
- Coca-Cola (1995)
- A világítóudvar (év nélkül)
- Capriccio (Capriccio-persziflázs, 1997)

## Művei közgyűjteményekben (válogatás)
- Magyar Nemzeti Galéria, Budapest
- Budapesti Történeti Múzeum, Kiscelli Múzeum - Fővárosi Képtár
- Rippl-Rónai József Múzeum, Kaposvár
- Báthori István Múzeum, Nyírbátor

## Egyéni kiállításai (válogatás)
- 1957 Kamaratárlat, Cannes
- 1960, 1965, 1973 Gyűjteményes kiállítás, Csók István Galéria, Budapest
- 1970 Kisfaludi Strobl Terem, Zalaegerszeg
- 1972 G. Piu Arte, Firenze
- 1976 Medgyessy Terem, Debrecen
- 1978 Műcsarnok, Budapest
- 1981 Népszabadság Klub, Budapest; Báthory István Múzeum, Nyírbátor; Kiskun Múzeum, Kiskunfélegyháza
- 1982 G. Rutzmoser, München
- 1983, 1988 Csontváry Galéria, Budapest
- 1984 Breughel G., Amszterdam
- 1989 Vár Galéria, Veszprém
- 1992 Vigadó Galéria, Budapest
- 1995 Burg Galerie, Konradsheim, Németország
- 1996 Erdei Ferenc Művelődési Központ, Kecskemét
- 1997 Újabb képek, Vigadó Galéria, Budapest
- 1999 Újlipótvárosi Klub Galéria, Budapest
- 2000 Bajor Gizi Közösségi Ház, Balatonföldvár
- 2002 Városi Galéria, Tiszaújváros; Derkovits Gyula Művelődési Központ és Városi Könyvtár, Tiszaújváros; Vigadó Galéria, Budapest; Kovács Máté Városi Művelődési Központ és Könyvtár, Hajdúszoboszló
- 2004 Kovács Máté Városi Művelődési Központ és Könyvtár, Hajdúszoboszló
- 2007 Emlékkiállítás, Mácsai István Galéria, Budapest
- 2022–2023 Elmozdul a fal, Kiscelli Múzeum, Budapest[6]

## Csoportos kiállításai (válogatás)
- Monte-Carlo (1977)

## Díjai (válogatás)
- Munkácsy Mihály-díj (1953, 1955)
- Pro Urbe Budapest (1995)
- A XIII. kerület díszpolgára (2000)
- Magyar Köztársasági Arany Érdemkereszt (2002)

## Szakirodalom
- Szabó György: Mácsai Budapest, Körmendi Galéria. (2002) Online elérés
- Csapó György: Mai magyar művészet. Budapest : Képzőművészeti Alap, 1981. 46 o. 8 t.
- Mácsai István válogatott képei. Budapest, Vigadó Galéria. (1992), április 24–május 17.  [Kiállítási katalógus]. (Kiáll. rend. Ury Ibolya. Fotó: Horling Róbert. Kiad. a Vigadó Galéria). Budapest, 1992. 8 lev. ISBN 9630401568
- Mácsai István: Újabb képek. Budapest : Print-Org Kiadó, 1997. 32 o. ISBN 9638577703